# Parera
Parera é um município da província de La Pampa, na Argentina.